# Sporothrix brasiliensis

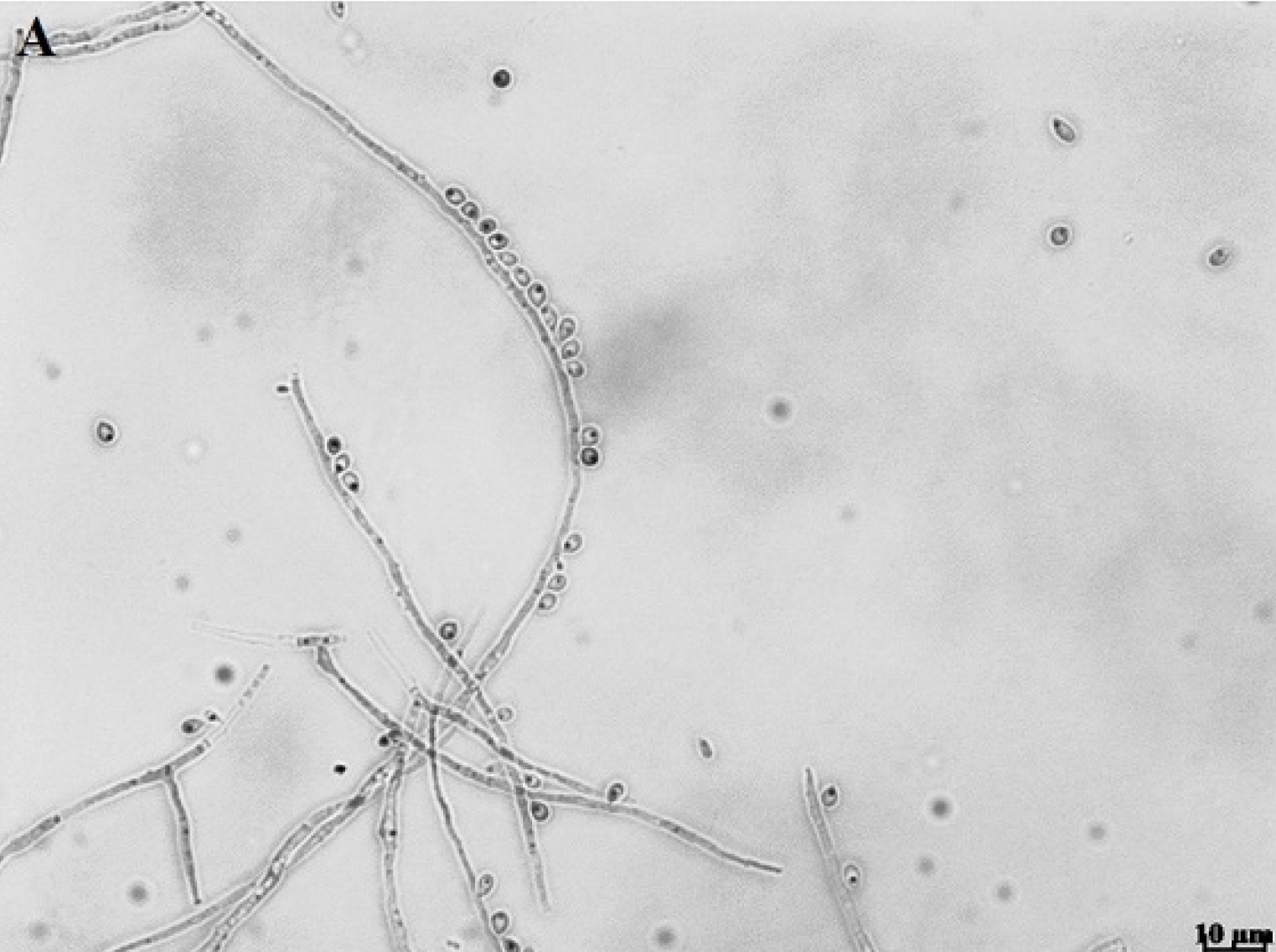
S. brasiliensis Myzel (Konidien & verzweigte septierte Hyphen) in flüssigem Medium bei 28 °C und pH 4,5. Balken: 10 µm.

Sporothrix brasiliensis ist ein neuartiger Pilzerreger (Erreger von Mykosen), der 2007 erstmals beschrieben wurde und vor allem in Brasilien und anderen Ländern Südamerikas Krankheiten bei Menschen und Katzen verursacht. Dort ist er ein häufig im Boden vorkommender Pilz (Bodenpilz), S. brasiliensis ist ein Krankheitserreger ähnlich wie andere Arten der Gattung Sporothrix, die von dieser Gattung verursachten Krankheitsbilder werden als Sporotrichose bezeichnet.
Eine Infektion mit S. brasiliensis führt jedoch zu schwereren Erkrankungen als bei anderen Arten der Gattung.
Der Pilz ist ein thermisch dimorpher Pilz, d. h. er wechselt temperaturbedingt zwischen zwei Erscheinungsformen (Phasen): einer Hyphen- oder Myzelphase bei Raumtemperatur und einer Hefephase bei wärmeren Temperaturen im Wirtskörper.

## Morphologie
Sporothrix brasiliensis weist zwei Morphologien auf: eine Hyphenform, die in der Umwelt (Boden) vorkommt, und eine Hefeform, die bei höheren Temperaturen wie im Körper von Säugetieren (36–37 °C) vorkommt.

### Hyphenphase
Die Hyphenform von S. brasiliensis tritt bei Raumtemperatur auf. Der Grad der Melaninisierung (Färbung, Dunkelfärbung) der Hyphenform kann von hellen („albino“) bis zu dunklen („pigmentiert“) Phänotypen reichen. Sympodiale Konidien sind obovoid (eiförmig) und haben ein glasiges (hyalines) Aussehen, während sessile Konidien dunkel gefärbt und kugelförmig sind.

### Hefephase
Die Hefeform von S. brasiliensis tritt bei höheren Temperaturen auf. Mikromorphologisch nimmt die Hefe(zelle) die Form einer länglichen Zigarre an.

## Habitat and Ökologie

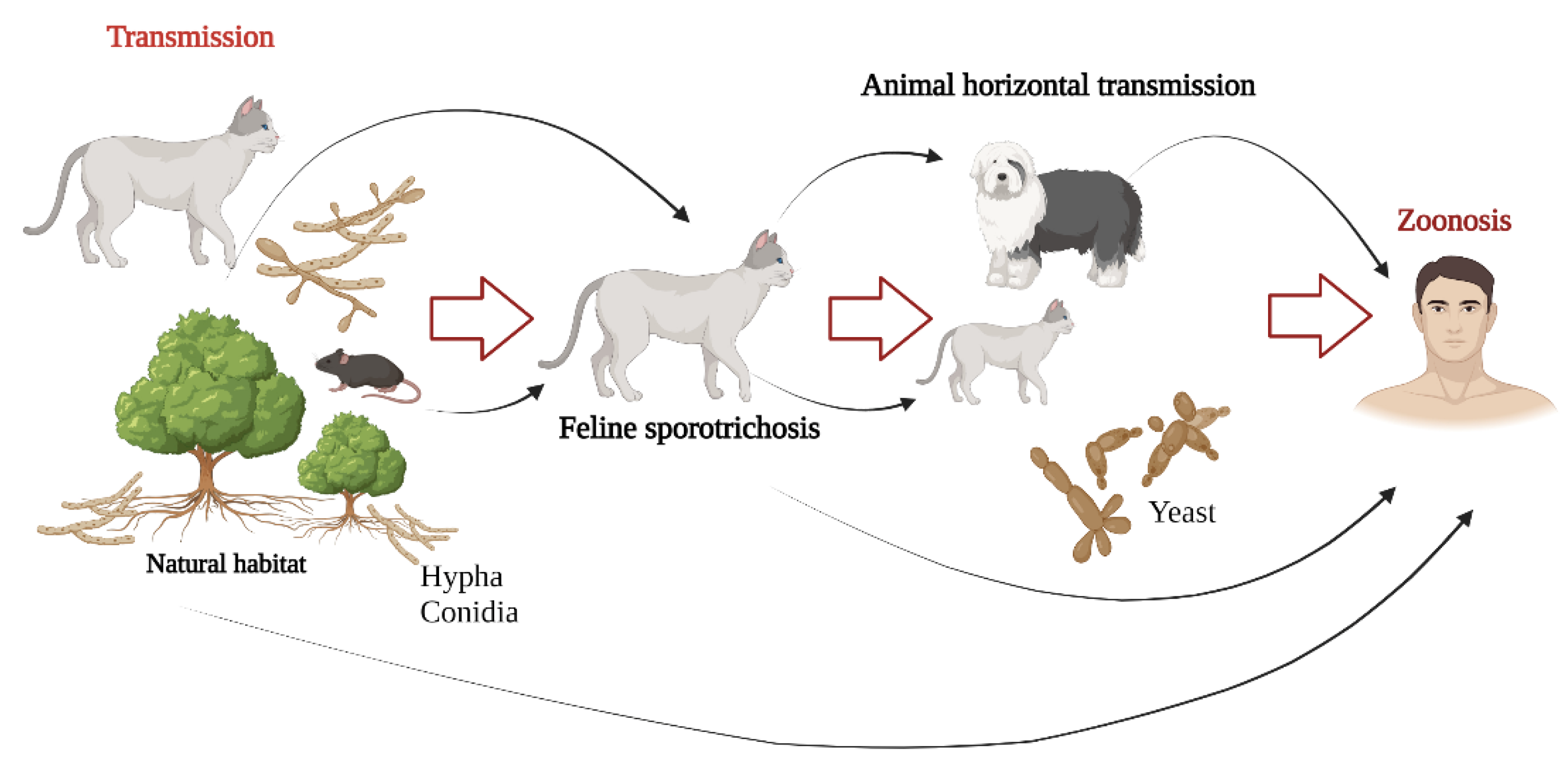
Übertragungswege von S. brasiliensis. Der Pilz findet sich mit myzelartiger Morphologie (Konidien & Hyphen) in sich zersetzenden pflanzlichen Stoffen; eine Katze kann sich direkt über Ratten leicht anstecken. Die Spezies wird für epizootischen Ausbrüche verantwortlich gemacht, hauptsächlich bei Hunden, Katzen und Ratten.

S. brasiliensis kommt häufig im Boden vor und ist dort in seiner Myzelphase saprophytisch an der Zersetzung toter organischer Substanz beteiligt. Als Hauptüberträger des Erregers werden Katzen vermutet, die den Pilz durch Bisse und Kratzer sowie durch Läsionen am Körper verbreiten.
Es wird angenommen, dass der Erreger seinen Ursprung in Ratten (Rattus norvegicus) hat, die von Katzen gefressen wurden. Von den Katzen kann der Erreger dann auf den Menschen überspringen (Zoonose).

## Epidemiologie

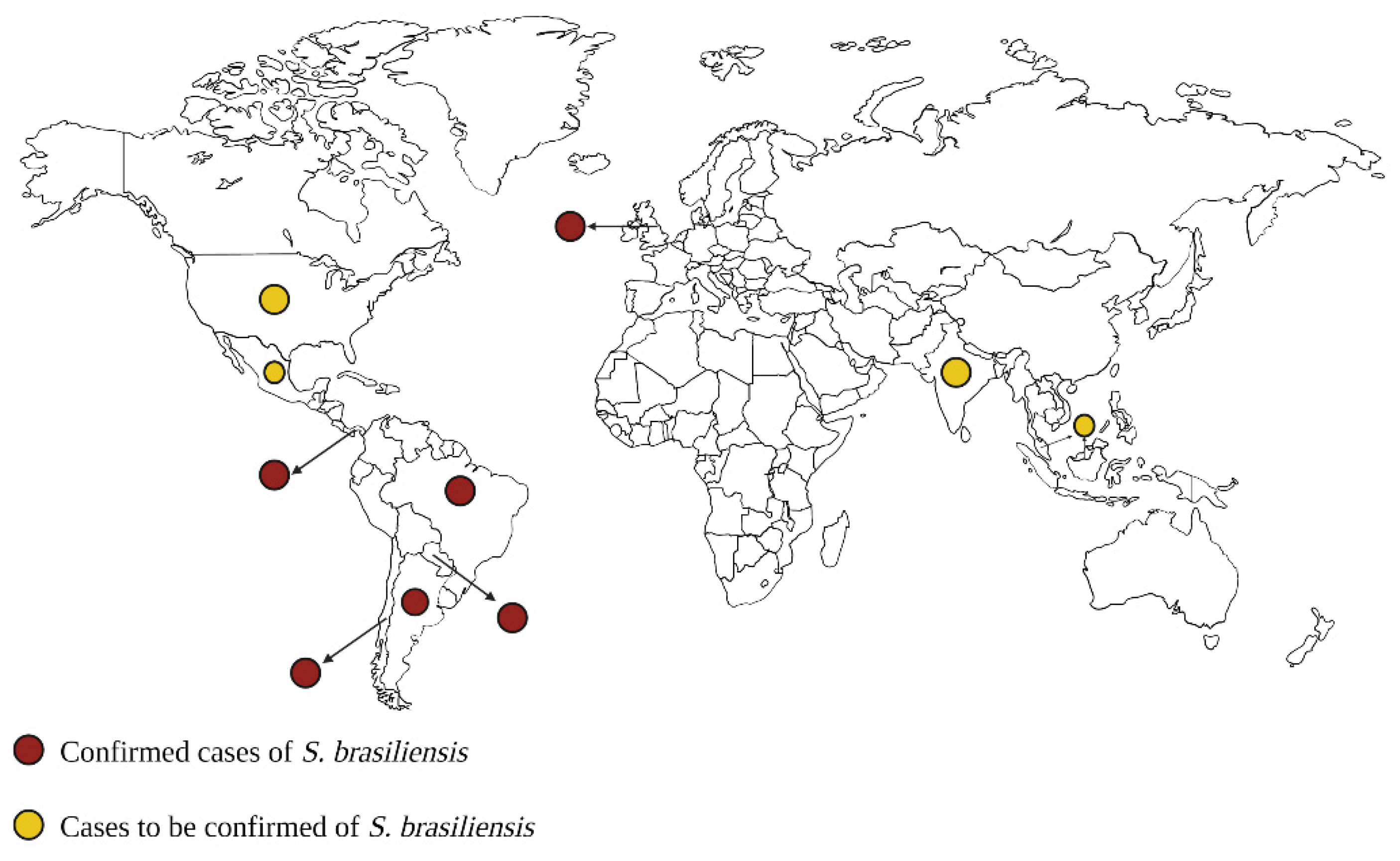
Geografische Verteilung der Isolate von S. brasiliensis. Die Art ist hauptsächlich auf dem amerikanischen Kontinent verbreitet, in Ländern wie Brasilien, Argentinien, Paraguay, Panama und Chile. Rote Punkte: Länder, wo die Spezies isoliert wurde. Gelbe Punkte: Vermutetes, aber noch nicht bestätigtes Vorkommen (Stand 2023).

S. brasiliensis wurde erstmals in der südöstlichen Region Brasiliens beschrieben. Die durch den Pilz verursachte Sporotrichose war vor 1990 in der Region noch endemisch. Die Krankheit hat sich jedoch schnell auf andere Teile Brasiliens und benachbarte Länder in Südamerika ausgebreitet, mit gemeldeten Fällen in Argentinien, Chile, Paraguay, Bolivien, Kolumbien und Panama.
In einer Untersuchung aus dem Jahr 2015 wurde berichtet, dass von 5.814 Sporotrichose-Fällen in Brasilien 88 % durch S. brasiliensis verursacht wurden.
Der Pilz wurde aus Darm- und Katzenkotproben isoliert, was darauf schließen lässt, dass der Kot infizierter Katzen den Boden kontaminieren und zur Ausbreitung der Krankheit beitragen könnte.
Die feline (durch Katzen übertragene) Sporotrichose kann durch Kratzen, Bisse und Kontakt mit Wundexsudaten auf den Menschen übertragen werden (Zoonose), wobei große Mengen der hefeartigen Zellen in das Gewebe des Empfängers gelangen können.

## Sporotrichose

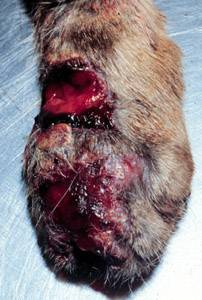
Durch Sporotrichose verursachte kutane Läsionen an Katzenpfoten

Die Sporotrichose wird traditionell mit einer subkutanen Exposition gegenüber Sporothrix in Verbindung gebracht, d. h. dass die Infektion typischerweise durch leichte Verletzungen beim Kontakt mit Pflanzen, Erde oder organischem Material erfolgt.
Für S. brasiliensis ist jedoch die hauptsächliche Infektionsquelle die zoonotische Übertragung durch Katzen, meist durch Kratzen, Beißen oder Kontakt mit Hautläsionen, was das beobachtete epidemieartige Auftreten in Südamerika ermöglichte.
Während diese „kutane“ Infektion über die Haut am häufigsten vorkommt, kann auch eine „pulmonale“ Sporotrichose durch Einatmen von Konidien auftreten sowie eine „disseminierte“ Sporotrichose durch Streuung der Keime bei Personen mit geschwächtem Immunsystem.
Allem Anschein nach ist S. brasiliensis virulenter ist als andere Sporotrichose verursachende Arten (wie S. schenckii) und führt zu größeren, länger anhaltenden Läsionen mit einem höheren Grad an lokaler und systemischer Entzündung (wie bei Mäusen nachgewiesen).
In einem Bericht vom Mai 2020 wurde ein tödlicher Fall von pulmonaler Sporotrichose durch S. brasiliensis bei einem Patienten ohne Hauttrauma oder Immunschwäche in der Anamnese (Krankheits-Vorgeschichte) gemeldet, was nochmals auf einer erhöhte Virulenz bei S. brasiliensis im Vergleich zu S. schenckii hindeutet.

### Behandlung
Die durch S. brasiliensis verursachte Sporotrichose ist aufgrund der Resistenz des Erregers gegen die wichtigsten antimykotischen Therapien schwer zu behandeln. Zu den aktuellen Behandlungsempfehlungen für Katzen und Menschen gehört vor allem das Antimykotikum Itraconazol. 

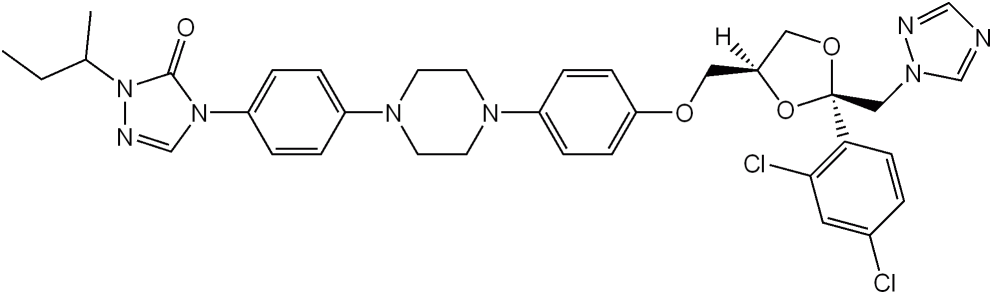
Struktur von Itraconazol

Zu ersatzweisen Therapien gehören die Verwendung von Terbinafin und Kaliumjod für kutane Infektionen und Amphotericin B für schwere pulmonale und disseminierte Formen der Infektion.

#### Probleme bei der Behandlung
Obwohl Itraconazol eine moderate Wirksamkeit gegen S. brasiliensis gezeigt hat, wurden Stämme dieses Pilzes dokumentiert, die eine Resistenz gegen das Medikament aufweisen.
Darüber hinaus ist die Behandlung von Katzen besonders schwierig, da die Behandlung täglich längere Zeiten in Anspruch nimmt und zudem viele Katzen nicht gut auf die Therapie ansprechen. In der Folge werden Behandlungen häufig vorzeitig abgebrochen, typischerweise wenn eine Abheilung der Hautläsionen beobachtete wird.
Wenn Reste des Erregers verbleiben, kann dann ein erneutes Auftreten der Krankheit typischerweise mit einem höheren Schweregrad einhergehen. Zudem erhöht sich dadurch die Wahrscheinlichkeit, dass der Erreger dann Antimykotika-Resistenzen entwickelt. Eine nicht vollständig abgeschlossene Behandlung trägt überdies auch zur weiteren Ausbreitung der Krankheit auf andere Katzen und den Menschen bei.